# Mizuho Undōjō Higashi (métro de Nagoya)
Mizuho Undōjō Higashi (瑞穂運動場東駅, Mizuho Undōjō Higashi-eki) est une station du métro de Nagoya sur la ligne Meijō dans l'arrondissement de Mizuho à Nagoya.

## Situation sur le réseau
La station Mizuho Undōjō Higashi est située au point kilométrique (PK) 19,4 de la ligne Meijō.

## Histoire
La station a été inaugurée le 6 octobre 2004.

## Services aux voyageurs

### Accès et accueil
La station est ouverte tous les jours.

### Desserte

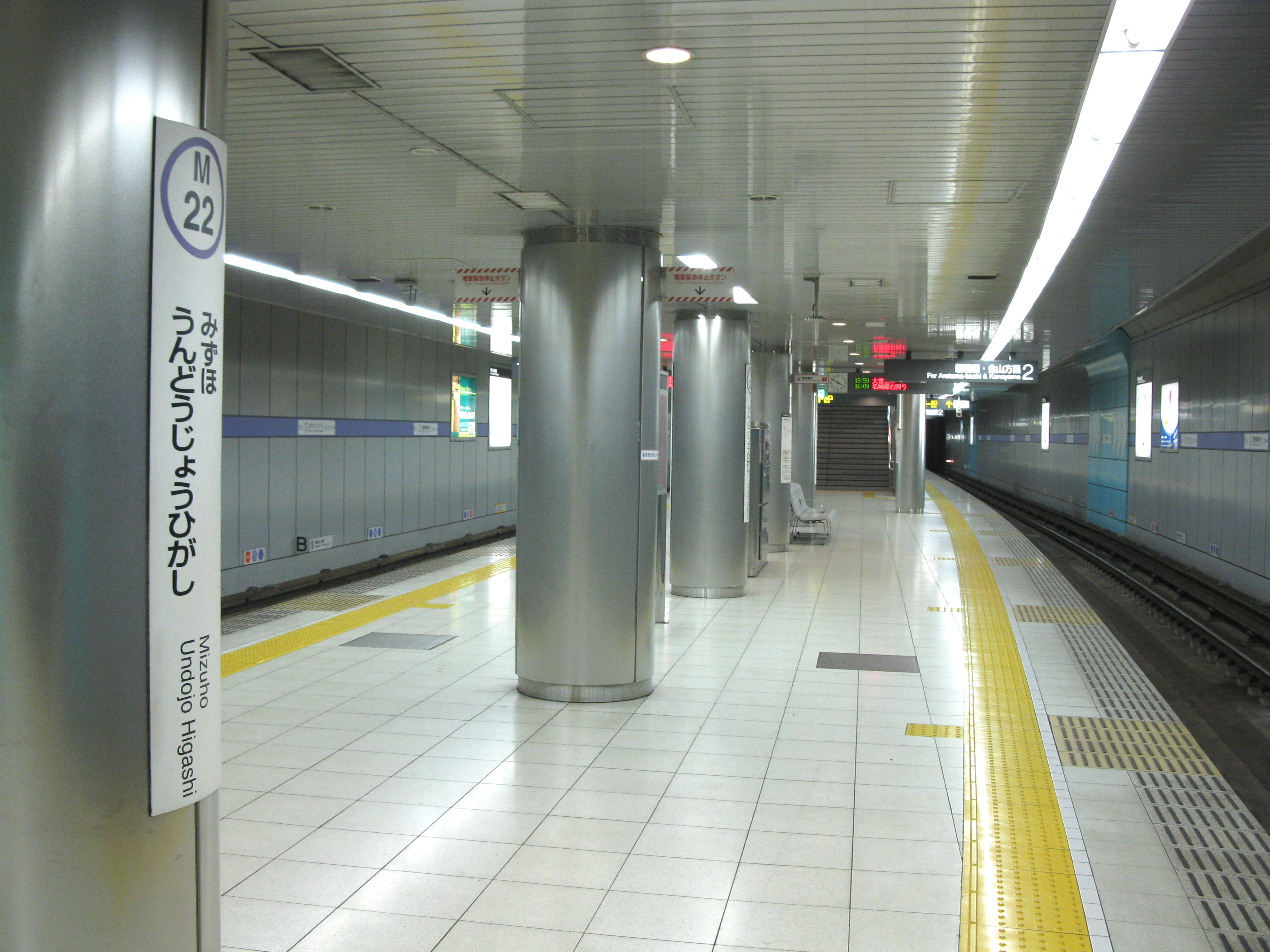
Vue du quai de la station.

- Ligne Meijō :
  - voie 1 : direction Motoyama
  - voie 2 : direction Kanayama